# Paramimistena validicornis
Paramimistena validicornis är en skalbaggsart som beskrevs av Holzschuh 1999. Paramimistena validicornis ingår i släktet Paramimistena och familjen långhorningar.
Artens utbredningsområde är Laos. Inga underarter finns listade i Catalogue of Life.